# ویلموف (ناحیه اولومووتس)
ویلموف (به چکی: Vilémov) یک منطقهٔ مسکونی در جمهوری چک است که در ناحیه اولومووتس واقع شده‌است.
 ویلموف ۸٫۵۵ کیلومتر مربع مساحت و ۴۵۴ نفر جمعیت دارد و ۳۹۵ متر بالاتر از سطح دریا واقع شده‌است.